# El radar (programa de televisión)
El radar fue un programa de transmisión de asuntos de actualidad en Colombia durante las noches de lunes a viernes a las 23:00 en Caracol Televisión en alianza con Caracol Radio.
Fue presentado el 28 de abril de 2008 por Jorge Alfredo Vargas y con el director de Noticias Caracol Darío Fernando Patiño (antes su presentadora era D'Arcy Quinn . La mayoría de los episodios cuentan con uno, dos, o tres entrevistas con políticos, analistas, artistas, empresarios, etc. Los entrevistadores son conocidos periodistas colombianos de radio, televisión y medios impresos.
Dos veces por semana, el dúo de comedias Tola y Maruja parecen burlarse de la política y la sociedad colombianas. Su sección sobre el Radar fue nominada para el Premio India Catalina (parte del Festival de Cine de Cartagena) al Mejor Periodismo y / o Programa de Opinión en 2008.
A principios de 2009, su horario de lunes estaba lleno de repeticiones de Séptimo día. Durante algunas semanas entre mayo y junio de 2009 se trasladó a 23:30 para hacer espacio para la cadena Telemundo telenovela La novela Basada en Sin tetas no hay paraíso, la meta después de la quejas de los espectadores (y chistes de Tola y Maruja durante el programa),  fue devuelto a su intervalo de tiempo inicial.